# Laval-sur-Doulon
Laval-sur-Doulon é uma comuna francesa na região administrativa de Auvérnia-Ródano-Alpes, no departamento de Alto Loire. Estende-se por uma área de 12,6 km². Em 2010 a comuna tinha 66 habitantes (densidade: 5,2 hab./km²).